# Psyrassa clavigera
Psyrassa clavigera là một loài bọ cánh cứng trong họ Cerambycidae.